# Centro de Entrenamiento y Competencias de los Deportes Colectivos
El Centro de Entrenamiento y Competencias de los Deportes Colectivos es un complejo polideportivo ubicado al interior del Parque Deportivo Estadio Nacional, en la comuna de Ñuñoa, ciudad de Santiago de Chile. Fue inaugurado como parte de las obras consideradas para los Juegos Panamericanos de 2023, donde fue sede de las competencias de gimnasia artística, gimnasia rítmica y gimnasia en trampolín. Es el gimnasio polideportivo más grande de Sudamérica.
Con capacidad en su edificio principal para 2400 espectadores, posee 2 canchas de básquetbol con medidas oficiales de la Federación Internacional de Baloncesto (FIBA), 2 canchas de vóleibol y 1 de balonmano; gracias a sus carpetas de primera línea y desmontables.
En los Juegos Parapanamericanos de 2023, albergó las competencias de rugby en silla de ruedas. En mayo de 2025 albergó la Copa Libertadores del Balonmano, y desde el 28 de junio al 6 de julio de ese año albergará la FIBA AmeriCup femenina de 2025.